# Estación Aurelia Norte
Aurelia Norte era una estación de ferrocarril ubicada en cercanías a la localidad homónima, departamento Castellanos, provincia de Santa Fe, Argentina.

## Servicios
No presta servicios de pasajeros ni de cargas. Sus vías corresponden al Ramal F2 del Ferrocarril General Belgrano. Sus vías e instalaciones están concesionadas a la empresa Trenes Argentinos Cargas.
Hasta inicios de la década de 1980, prestaba servicios de pasajeros de media distancia entre la estación Santa Fe hasta la estación San Cristóbal.